# Маков Хриб
Марков Хриб је насељено место у Републици Хрватској у Приморско-горанској жупанији. Административно је у саставу града Чабра

## Географија
Маков Хриб је једно од 42 насеља града Чабра на надморској висиин од 817 метара. Насеље окружује градска несеља: са северозапада је Брињева Драга, северно је Парг, североисточно су Прхутова Драга, Тропети, Чабар и Горњи Жагари, источни и југоисточно су Врховци, југоисточно су Лази и Краљев Врх, јужно и југоисточно је Тршче, јужно су Средња Драга, Фербежари и Село, југозападно су Равнице и Црни Лази.

## Историја
До територијане реорганизације у Хрватској налазио се у саставу старе општине Чабар.

## Становништво
Према пследњем попису становништва 2011. године, Маков Хриб је имао 103 становника.
| Број становника по пописима | Број становника по пописима | Број становника по пописима | Број становника по пописима | Број становника по пописима | Број становника по пописима | Број становника по пописима | Број становника по пописима | Број становника по пописима | Број становника по пописима | Број становника по пописима | Број становника по пописима | Број становника по пописима | Број становника по пописима | Број становника по пописима | Број становника по пописима |
| --------------------------- | --------------------------- | --------------------------- | --------------------------- | --------------------------- | --------------------------- | --------------------------- | --------------------------- | --------------------------- | --------------------------- | --------------------------- | --------------------------- | --------------------------- | --------------------------- | --------------------------- | --------------------------- |
| 1857                        | 1869                        | 1880                        | 1890                        | 1900                        | 1910                        | 1921                        | 1931                        | 1948                        | 1953                        | 1961                        | 1971                        | 1981                        | 1991                        | 2001                        | 2011                        |
| 37                          | 38                          | 35                          | 25                          | 35                          | 47                          | 42                          | 57                          | 51                          | 55                          | 55                          | 49                          | 55                          | 103                         | 100                         | 103                         |